# (36148) 1999 RF192
1999 RF192 (asteroide 36148) é um asteroide da cintura principal. Possui uma excentricidade de 0.12814900 e uma inclinação de 10.52645º.
Este asteroide foi descoberto no dia 13 de setembro de 1999 por LINEAR em Socorro.